# Кеппел (Фолклендские острова)
Кеппел (англ. Keppel Island, исп. Isla Vigía) — остров в составе архипелага Фолклендские острова, который находится в южной части Атлантического океана. Расположен к северу от острова Западный Фолкленд, между островами Сондерс (на западе) и Пеббл (на востоке).
Остров был назван в честь британского адмирала и 1-го лорда адмиралтейства — Огастеса Кеппела.

## География
Площадь составляет 36,26 км². Высшая точка острова — гора Кеппел (341 м над уровнем моря). В центре острова находится плоская равнина с несколькими пресноводными озёрами. Центральная равнина круто поднимается к западу, юго-западу и северу. Северо-восток — низменный, с глубоко вдающейся береговой линией.
Проблемой для сохранения фауны острова является обитающая здесь огромная популяция крыс.

## Население
На востоке Кеппела имеется поселение, однако постоянное население в нём не проживает.